# Glenea indiana
Glenea indiana là một loài bọ cánh cứng trong họ Cerambycidae.